# Гонконг (аэропорт)
Международный аэропорт Гонко́нг (иер. трад. 香港國際機場, упр. 香港国际机场; англ. Hong Kong International Airport; ИАТА: HKG, ИКАО: VHHH) — аэропорт Гонконга. Имеет неофициальное название аэропорт Чхеклапкок (иер. трад. 赤鱲角機場, упр. 赤鱲角机场; англ. Chek Lap Kok Airport), по названию острова Чхеклапкок, на котором он построен, а также для того, чтобы не путать его со старым гонконгским аэропортом Кайтак.
Для коммерческого использования аэропорт был открыт в 1998 году, заменив старый аэропорт Гонконга Кайтак, и стал важным региональным грузовым транспортным центром, пассажирским хабом и воздушными воротами в материковый Китай, Восточную Азию и Юго-восточную Азию. Несмотря на относительно короткую историю, он неоднократно завоёвывал международные награды как лучший аэропорт мира.
Аэропорт обслуживается компанией Airport Authority Hong Kong и работает 24 часа в сутки. Аэропорт является главным хабом для Cathay Pacific (национального авиаперевозчика Гонконга), Dragonair, Hong Kong Airlines, Hong Kong Express Airways и грузовых Air Hong Kong, Kalitta Air и UPS Airlines.
По итогам 2014 года международный аэропорт Гонконг обслужил более 63 миллионов пассажиров, что делает его седьмым по пассажирской загруженности и третьим по количеству обслуженным международных пассажиров среди аэропортов мира. Также аэропорт является первым в мире по количеству обслуженных грузовых рейсов, ежегодно обрабатывая более четырех миллионов тонн груза.

## История

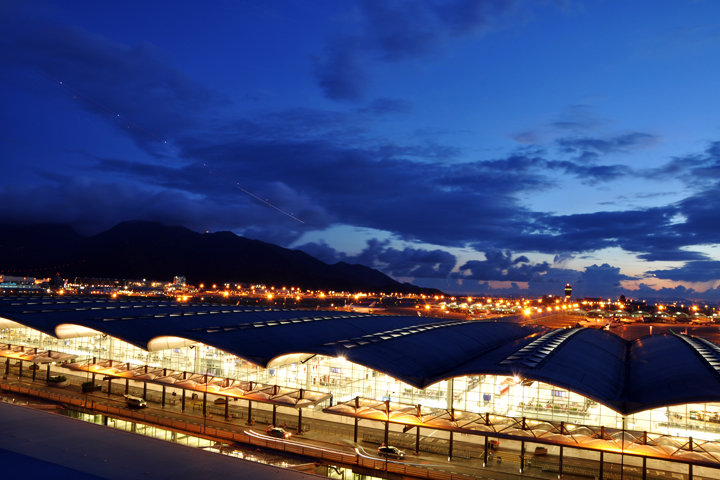
Международный аэропорт Гонконг в ночное время суток

Аэропорт построен по большей части на искусственном острове, насыпанном
около Чек Лап Кок и Лам Чау. Два прежних острова, которые были разровнены, занимают около 25 % площади аэропорта из 12.55 км². Соединён с северной частью острова Лантау недалеко от исторического селения Тун Чун, на сегодняшний день здесь построен новый город. Создание искусственного острова привело к увеличению площади Гонконга на 1 %. Новый аэропорт заменил бывший Международный аэропорт Гонконга — Каи Так, который находится на территории Коулун-сити с единственной взлётно-посадочной полосой, уходящей в залив Коулун, окружённый городской застройкой, который перестал справляться с нагрузкой, а добавить еще одну полосу не представлялось возможным ввиду ограниченности территории.
Строительство нового аэропорта было только частью Основной программы аэропорта, которая также предусматривала строительство новой дороги и железнодорожных путей к аэропорту со связанными мостами и туннелями, изменение ландшафта на острове Гонконг и в Коулуне. Проект строительства Международного аэропорта Гонконга был занесен в Книгу рекордов Гиннесса как самый дорогой проект строительства аэропорта когда-либо. Строительство нового аэропорта на конференции ConExpo в 1999 было признано одним из 10 Главных достижений в строительстве XX столетия.
Аэропорт был открыт 6 июля 1998 года, неделей раньше Международного аэропорта Куала-Лумпура, на его строительство было потрачено 6 лет и 20 млрд долл. Первым рейсом, принятым аэропортом стал Cathay Pacific CX889, который приземлился в аэропорту в 6:25 a.m., первым регулярным рейсом стал CX292 из Рима. Проект аэропорта разрабатывался Foster and Partners. В первые три-пять месяцев в работе аэропорта постоянно происходили сбои, связанные как с организационными, так и техническими проблемами. Правительству приходилось также временно открывать грузовой терминал в аэропорту Каи Так из-за поломок в новом грузовом терминале, который получил название Super Terminal One (ST1), тем не менее, через 6 месяцев аэропорт вышел на нормальный режим работы.
Второй терминал аэропорта (T2) был официально открыт в июне 2007 года (первоначально — только регистрация пассажиров), который был связан с Airport Express Line с новой платформой. Изюминкой терминала стало открытие торгового центра SkyPlaza, который состоит из множества магазинов и ресторанов, а также развлекательных заведений. В T2 есть 56 стоек регистрации, в нём есть таможня и иммиграционный контроль.

## Развитие аэропорта
Проводится экспертиза генерального плана развития аэропорта до 2030 года — HKIA Master Plan 2030 — который предполагает строительство дополнительных подъездных путей, терминала и дополнительных площадей перрона, а также взлётно-посадочной полосы — эти мероприятия необходимы для поддержания экономического роста Гонконга.
Всё это необходимо, потому что существует только одна воздушная трасса между Гонконгом и Китаем, причём минимальная высота полёта ограничена 4,5 км, что часто является причиной задержек рейсов.

## Операционная деятельность
Аэропорт управляется Airport Authority Hong Kong, предусмотренный законом орган, подчиняющееся Правительству Гонконга. Департамент гражданской авиации Гонконга (CAD) несёт ответственность за управление воздушным движением, регистрацию летательных аппаратов, мониторинг авиакомпаний в соответствии с двухсторонним соглашением, а также регулированием деятельности общей авиации.
Регулярное авиасообщение в и из Гонконга упрощено по двухсторонним соглашениям с другими странами. После открытия аэропорта правительство Гонконга стало проводить политику либерализации услуг в сфере авиаперевозок с целью расширения выбора потребителей и усиления конкуренции.

### Основные авиакомпании
В Международном аэропорту Гонконга Базируется ряд авиакомпаний:
- Cathay Pacific, флагманский перевозчик Гонконга. Cathay является оператором смешанного широкофюзеляжного флота из 115 самолётов производства Airbus и Boeing, осуществляет рейсы в Азию, Австралию, Новую Зеландию, Средний Восток, Европу, Южную Африку и Северную Америку.
  - Dragonair (подразделение Cathay) имеет флот 39 самолётов, осуществляет регулярные пассажирские рейсы в материковый Китай и Японию, также осуществляет грузовые перевозки по всему миру.
- Hong Kong Express, оператор небольших самолётов, осуществляет регулярные рейсы в материковый Китай совместно с Cathay и Dragonair. Hong Kong Express также является оператором парка вертолётов, которые осуществляют короткие рейсы (например, в Шэньчжэнь и Макао)
- Air Hong Kong Limited осуществляет грузовые авиаперевозки между Гонконгом и Японией, Кореей, Таиландом, Сингапуром.
- Hong Kong Airlines, осуществляет регулярные перевозки в Южную Корею, Таиланд и Китай.

Существует Гонконгский аэроклуб, в котором проводится обучение пилотов и обслуживание частных самолётов и вертолётов.
Government Flying Service осуществляет операции поиска и спасения, поддержки полиции, медицинских перевозок и других рейсов по требованию Правительства.

### Пассажирская инфраструктура

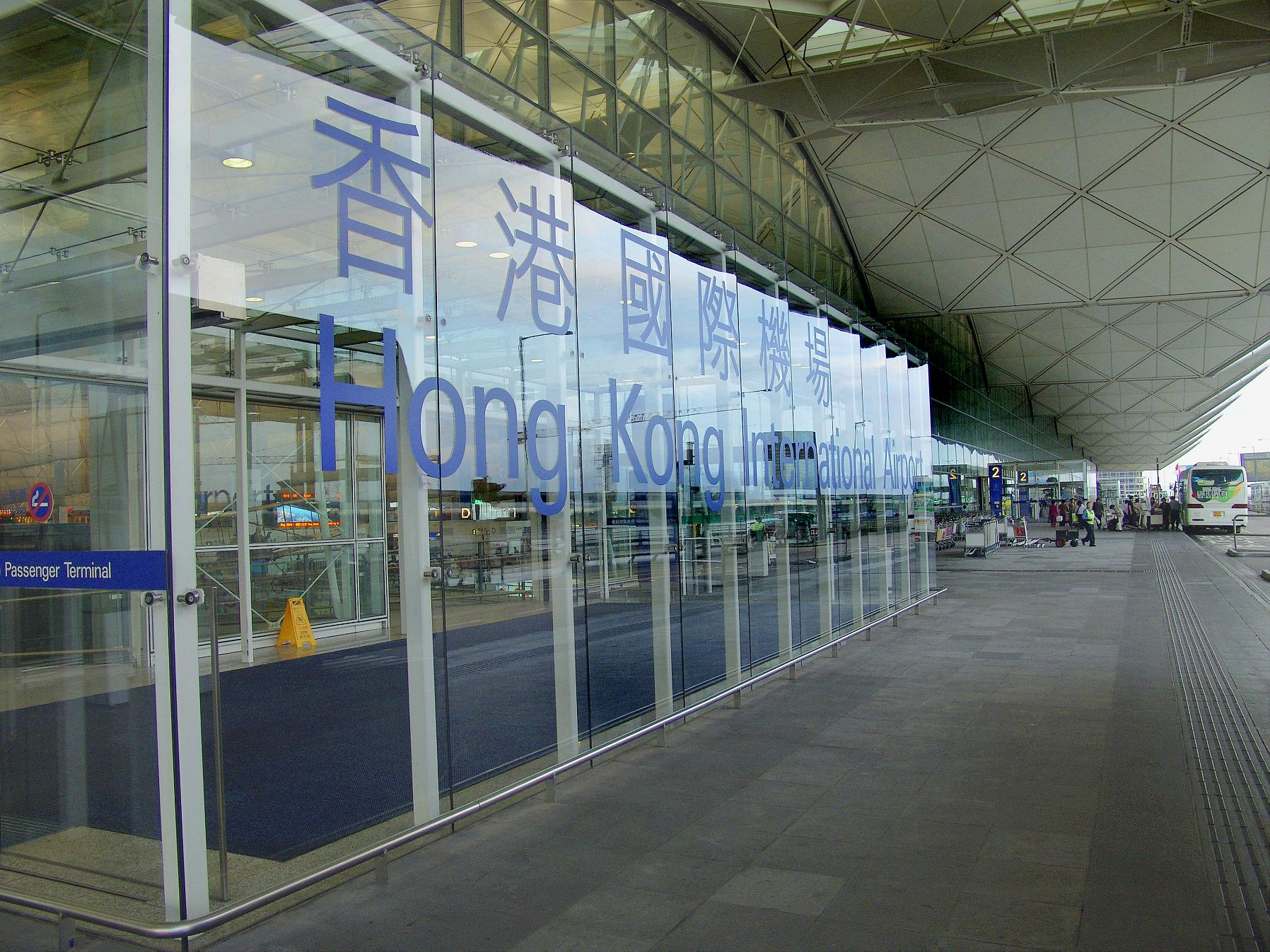
Вход в зал вылета Терминала 1

На сегодняшний день Международный аэропорт Гонконга является одним наиболее удобных аэропортов для пассажиров в мире. Несмотря на размеры, пассажирский терминал спроектирован с максимальным комфортом. Простое расположение и понятные указатели, траволаторы и шаттлы делают перемещение по зданию простым и быстрым. Система шаттлов состоит из трёх станций, она обеспечивает быструю перевозку из зала регистрации к выходам в самолёт и обратно. Скорость шаттлов — 62км/ч. поездки бесплатные для всех пассажиров и экипажей. (см en:Hong Kong International Airport Automated People Mover)

### Терминал 1
Терминал 1 — крупнейший терминал аэропорта. Он состоит из одного восьмиуровневого здания, оборудованного двумя лифтами. Он имеет восьмиэтажную торгово-ресторанно-развлекательную зону, а на крыше — смотровая площадка и недорогой ресторан, их несколько раз хотели застеклить, и столько же раз этого не сделали. На первом этаже пассажиры проходят регистрацию, на четвёртом этаже — иммиграционный и таможенный контроли, на шестом этаже — паспортный контроль, а на восьмом этаже находится билетный контроль, к автобусу до самолёта доставляет панорамный отделённый от здания экспресс-лифт.
Терминал 1 Международного аэропорта Гонконг является одним из крупнейших зданий пассажирских терминалов мира. В момент открытия Терминал 1 с площадью 550,000 м² был самым крупным терминалом мира, однако вскоре он уступил первенство новому аэропорту Бангкока Суварнабхуми (563,000 м²) после его открытия 15 сентября 2006, однако вернул его после увеличения Восточного Зала, после чего его площадь увеличилась до 570,000 м². В Восточном Зале площадь увеличения которого составила 39,000 м², расположился торговый центр SkyMart. 29 февраля 2008 самым крупным терминалом мира стал Терминал 3 Международного аэропорта Пекин Столичный (986,000 м²).
Ныне Терминал 1 занимает 19-ю строчку в списке крупнейших зданий и сооружений мира (по площади помещений).

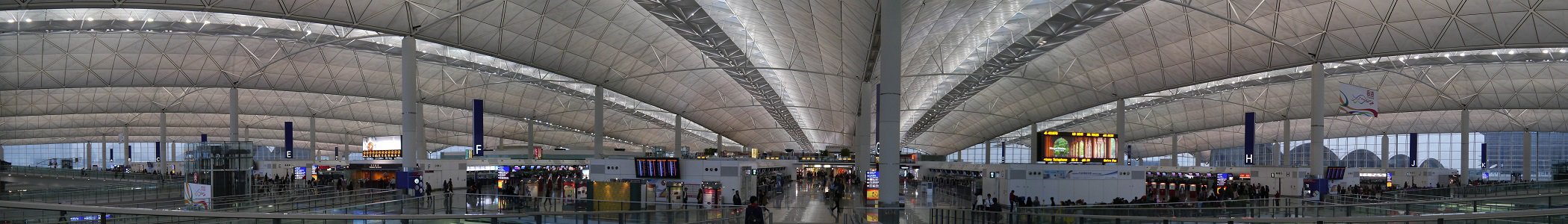
Интерьер терминала 1

### Терминал 2
Терминал 2 Международного аэропорта Гонконга, вместе со Skyplaza, открылся 28 февраля 2007, как и Платформа 3 станции Аэропорт. В этом терминале производится только регистрация пассажиров, после чего они переезжают к выходам к самолётам в «Терминал 1».) В терминале 2 проходит регистрация на рейсы Air Asia, Bangkok Airways, East Star Airlines, Emirates Airline, Hong Kong Express, Hong Kong Airlines, Jetstar Asia Airways, Royal Jordanian Airlines, Philippine Airlines, Siem Reap Airways, South African Airways, Thai Airways International и Uni Air. Здесь также находится торговый центр SkyPlaza.

### Северный Спутниковый конкорс (North Satellite Concourse)
В 2007 году HKIA начала строительство двухэтажного Северного спутникового вестибюля (NSC), который открылся в декабре 2009 года. Этот вестибюль был спроектирован для узкофюзеляжных самолетов и оснащен 10 телескопическими трапами. Вестибюль имеет площадь 20 000 квадратных метров (220 000 квадратных футов) и сможет обслуживать более пяти миллионов пассажиров ежегодно. Между NSC и терминалом 1 каждые четыре минуты курсирует автобус-шаттл. Он имеет два уровня (один для отправления и один для прибытия). Ожидается, что новый СкаЙбридж, соединяющий терминал 1 и NSC, будет введен в эксплуатацию в 2021 году, затем пассажиры будут добираться до NSC пешком, экономя время на рейсовом автобусе до аэропорта.

### Средний конкорс (Midfield Concourse)
25 января 2011 года Управление аэропортов Гонконга (AA) представило 1-ю фазу своего проекта по развитию среднего звена, который планировалось завершить к концу 2015 года. Зона среднего поля расположена к западу от терминала 1 между двумя существующими взлетно-посадочными полосами. На тот момент это был последний участок земли на острове аэропорта, доступный для крупномасштабной застройки. Это включает в себя 20 стоянок для самолетов, три из которых достаточно широки, чтобы обслуживать Airbus A380 и обслуживать дополнительно 10 миллионов пассажиров ежегодно. Пассажиры попадают в вестибюль через пристройку к подземному автоматизированному транспортному средству для перевозки людей. Разработкой проекта руководило совместное предприятие Мотта Макдональда и Арупа. Строительные работы взяла на себя компания Gammon Construction. Зал начал функционировать 28 декабря 2015 года, и первым рейсом, который его использовал, был HX658 авиакомпании Hong Kong Airlines, летевший из Гонконга на Окинаву. 31 марта 2016 года вестибюль был официально открыт на церемонии, посвященной его полному вводу в эксплуатацию.

### Гонконгский Центр Деловой Авиации

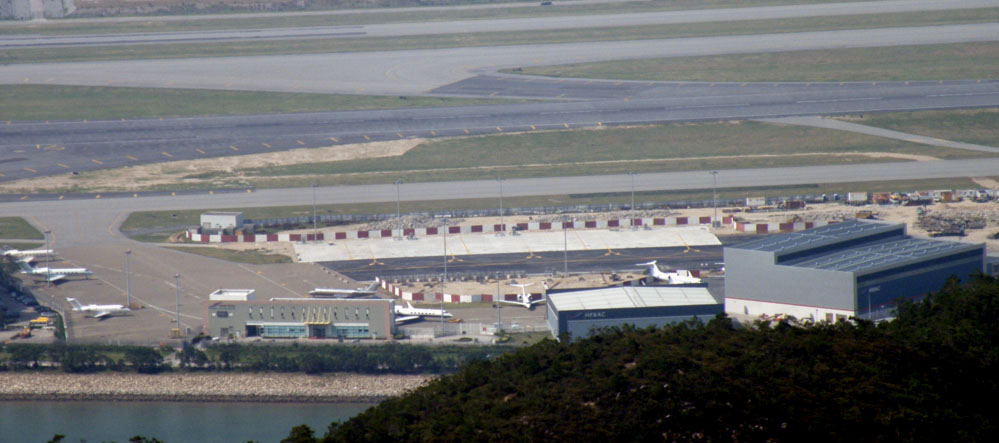
Гонконгский Центр Деловой Авиации

Гонконгский Центр Деловой Авиации (BAC) находится в пределах аэропорта и имеет свой терминал и инфраструктуру, отличные от пассажирского терминала. Здесь предлагается весь спектр услуг для частных самолётов и их пассажиров, в том числе зал ожидания, отдельные кабинеты и душевые комнаты, бизнес-центр, обслуживание самолётов, багажная служба, заправка, служба безопасности, таможня, служба планирования рейсов. Также предоставляются ангары для частных самолётов.

### Многофункциональный транспортный хаб
Чтобы справиться с ростом пассажиропотока, оператор аэропорта использует стратегию «push and pull through» для привлечения новых источников пассажиров и грузов. Это означает, что руководство аэропорта нацелено на привлечение потоков с быстрорастущих рынков Китая, в первую очередь из области Дельты Жемчужной реки (PRD). В 2003 произошло два важных события, связанных с улучшением транспортных связей с PRD: это открытие новой автобусной станции (Airport-Mainland Coach Station) и открытие паромного терминала SkyPier. Автобусная станция имеет зал ожидания площадью 230 м² и закрытые боксы заливы для десяти автобусов. Большое количество автобусов отправляется со станции во многие крупные города материкового Китая.
Автобусная станция была перенесена в Терминал 2 в 2007. 36 стоянок новой автобусной станции позволяют осуществлять 240 рейсов в день между аэропортом и 70 городами PRD. Местные туристические и маршрутные автобусы также отправляются отсюда.
Маршрутная сеть Международного аэропорта Гонконга также увеличилась после открытия паромного терминала SkyPier в конце сентября 2003, что даёт возможность дать доступ миллионам жителей и гостей PRD попасть в и из аэропорта. Пассажиры приплывают к и от SkyPier на высокоскоростных паромах. Пассажиры, путешествующие в два конца, могут обойти таможню и сократить формальности иммиграционного контроля, что экономит время транзита. Четыре порта — Шэкоу, Шэньчжэнь, Макао и Хумэнь (Дунгуань) — первоначальные направления паромов. С августа 2007 SkyPier обслуживает Шэкоу и Фуюн в Шэньчжэне, Хумэнь в Дунгуане, Макао, Чжуншань и Чжухай. Кроме того, пассажиры из Шэкоу и Макао могут пройти регистрацию до посадки на паром и в аэропорту идти уже непосредственно на посадку.
В результате Международный аэропорт Гонконга стал универсальным транспортным узлом, объединяющим воздушный, наземный и водный транспорт.

### Обработка багажа и грузовые мощности
Обработка почты, багажа и грузов осуществляется компаниями Hong Kong Airport Services Limited (HAS), Jardine Air Terminal Services Limited и Menzies Aviation Group. Эти службы обрабатывают почту и багаж пассажиров, перевозят грузы, обслуживают телетрапы и трапы. В аэропорту установлена современная система обработки багажа (BHS), основная часть которой расположена в подвальном уровне пассажирского терминала и отдельного помещения, расположенного в западном конце главного зала.
Международный аэропорт Гонконга в настоящее время обрабатывает более трёх миллионов тонн грузов ежегодно. Hong Kong Air Cargo Terminals Limited является оператором одного из двух грузовых терминалов аэропорта. Управляемый ими SuperTerminal 1 площадью 328,000 м² является вторым по величине автономным грузовым аэродромным терминалом после открытия West Cargo Handling Area в Международном аэропорту Шанхай Пудун 26 марта 2008. Его максимальная мощность составляет 2.6 млн тонн. грузов в год. Мощность второго грузового терминала, оператором которого является Asia Airfreight Terminal Company Limited, составляет 1.5 млн тонн в год. Предполагают, что в конечном счёте мощность Международного аэропорта Гонконга достигнет 9 млн тонн в год.

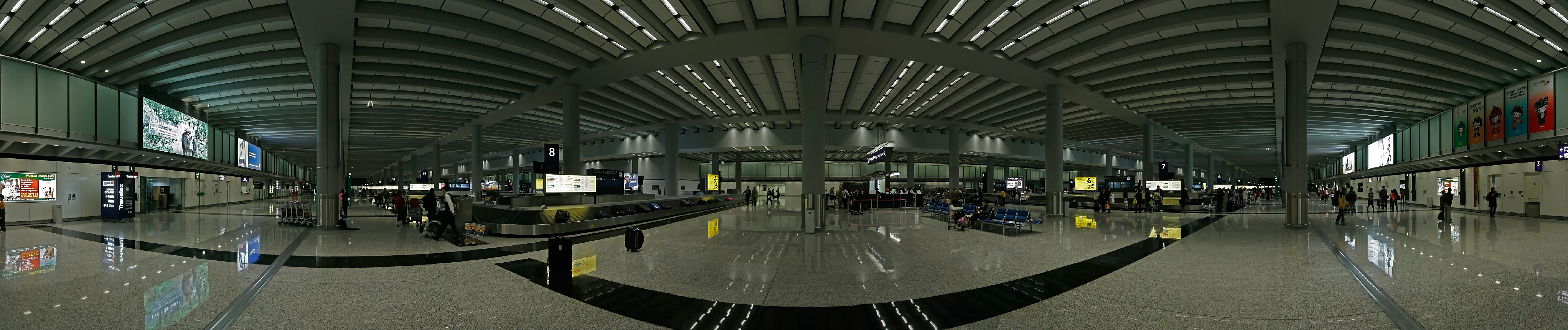
Зона выдачи багажа

### Взлетные полосы
Аэропорт имеет две параллельных взлётно-посадочных полосы, длиной 3800 м и шириной 60 м каждая, что позволяет им принимать самолёты следующего поколения. Южная взлётно-посадочная полоса оборудована по категории II, северная взлётно-посадочная полоса имеет более высокую Категорию IIIA, которая позволяет пилотам приземляться при 200-метровой видимости. Эти две взлётно-посадочных полосы способны обслуживать более 60 взлётов-посадок в час. В настоящее время есть 49 основных стоянок, 28 удалённых стоянок и 25 грузовых стоянок. Пять стоянок у Северо-западного Зала уже могут принимать самолёты нового поколения.

### Техобслуживание авиатехники

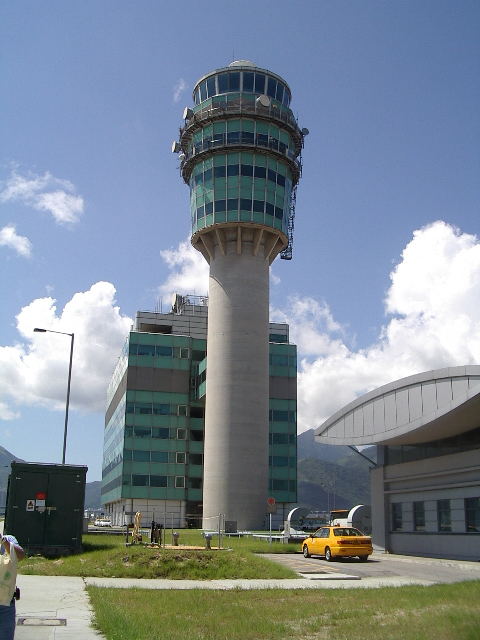
Контрольно-диспетчерский пункт аэропорта

Линейное и базовое техническое обслуживание авиатехники осуществляет Hong Kong Aircraft Engineering Company (HAECO), компании China Aircraft Services Limited и Pan Asia Pacific Aviation Services Limited осуществляют только линейное. Линейное техобслуживание предполагает календарное обслуживание авиатехники согласно требованиям к каждому конкретному типу воздушного судна. Базовое техобслуживание предполагает полный комплекс работ, и для этого у HAECO есть трёхместный ангар, способный принять три Boeing 747-400 и два Airbus A320 и смежный цех. HAECO также обладает самым большим в мире мобильным ангаром весом свыше 400 тонн. Он может использоваться для накрытия широкофюзеляжного самолёта при использовании наполовину или четыре Boeing 747, если раскрыт полностью. Новый двухместный ангар, построенный рядом с существующим, был сдан в эксплуатацию в конце 2006.

### Наземные службы
Комплекс управления воздушным движением (ATCX) расположен в центре лётного поля. Около 370 авиадиспетчеров и сотрудников комплекса обеспечивают безопасное воздушное движение в воздухе Гонконга (FIR). Контрольно-диспетчерский пункт Международного аэропорта Гонконга работает 24 часа в сутки. Резервный контрольно-диспетчерский пункт построен к северу от ATCX и может начать использоваться в любой момент, если не сможет вести нормальную работу ATCX. Кроме резервной функции, эта башня используется для профессиональной подготовки диспетчеров.
Метеорологическая станция аэропорта (AMO) Обсерватории Гонконга (HKO) обеспечивает прогнозом погоды всё авиационное сообщество, AMO проводит регулярные и специальные наблюдения погоды, даёт прогноз погоды в аэропорту. Она предупреждает о неблагоприятной погоде экипажи самолётов и наземные службы, а также специальную информацию о грозах, тропических циклонах, турбулентности, обледенении и других погодных явлениях, которые влияют на безопасность полётов в зоне аэропорта Гонконга.
Служба спасения и пожарная служба аэропорта представлены Пожарным подразделением аэропорта Пожарной службы Гонконга. В подразделении насчитывается 282 служащих в униформе, которые дежурят на двух пожарных станциях и двух поисково-спасательных пунктах 24 часа в сутки. В их управлении находится 14 единиц пожарной техники, которые могут среагировать на известие о пожаре за 2 минуты при нормальной видимости, что соответствует требованиям ИКАО. Два спасательных судна большой вместимости и 8 скоростных катеров являются ядром спасательного флота аэропорта.

## Авиакомпании и направления

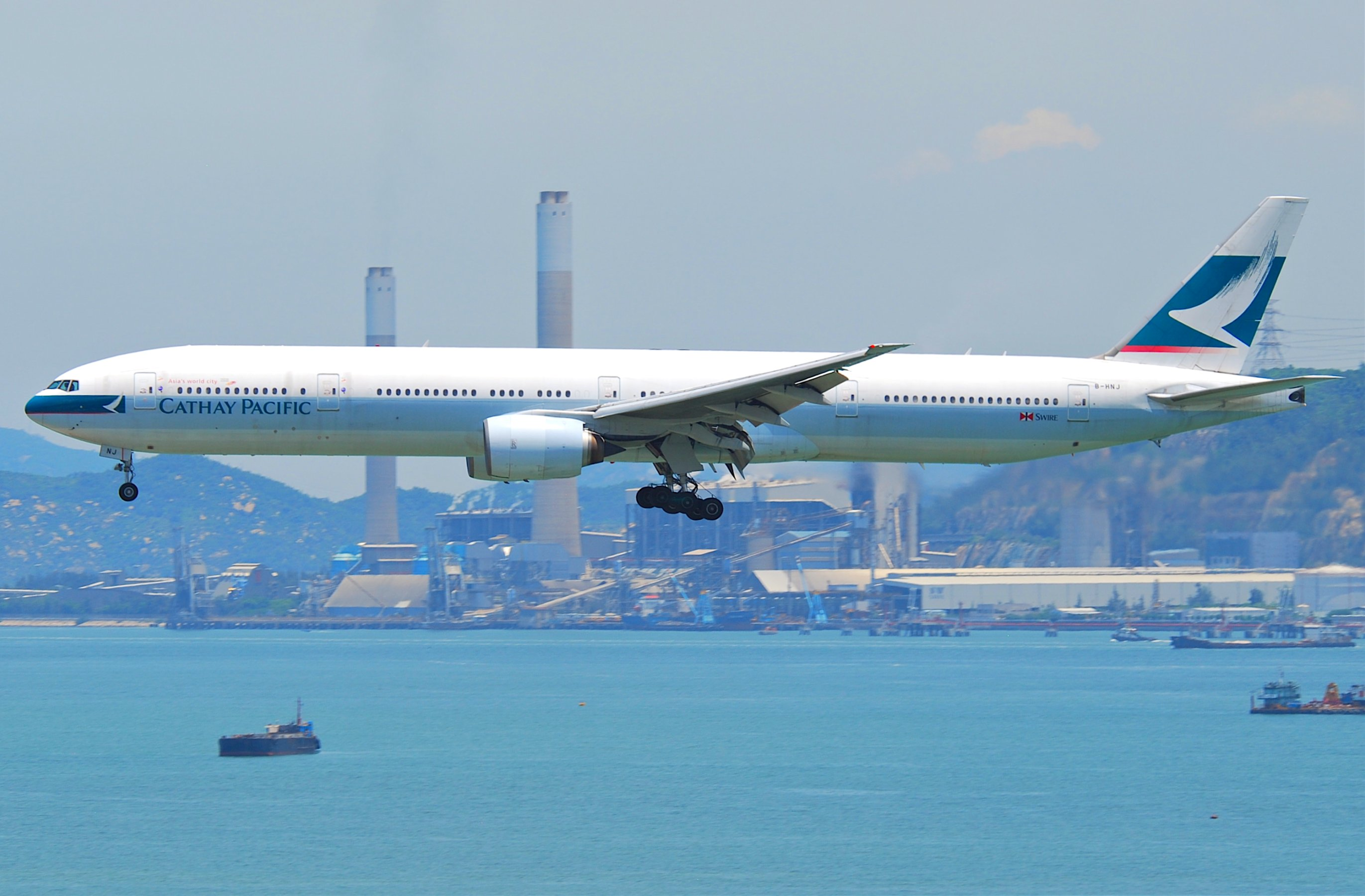
Boeing 777-300 Cathay Pacific в аэропорту Гонконг

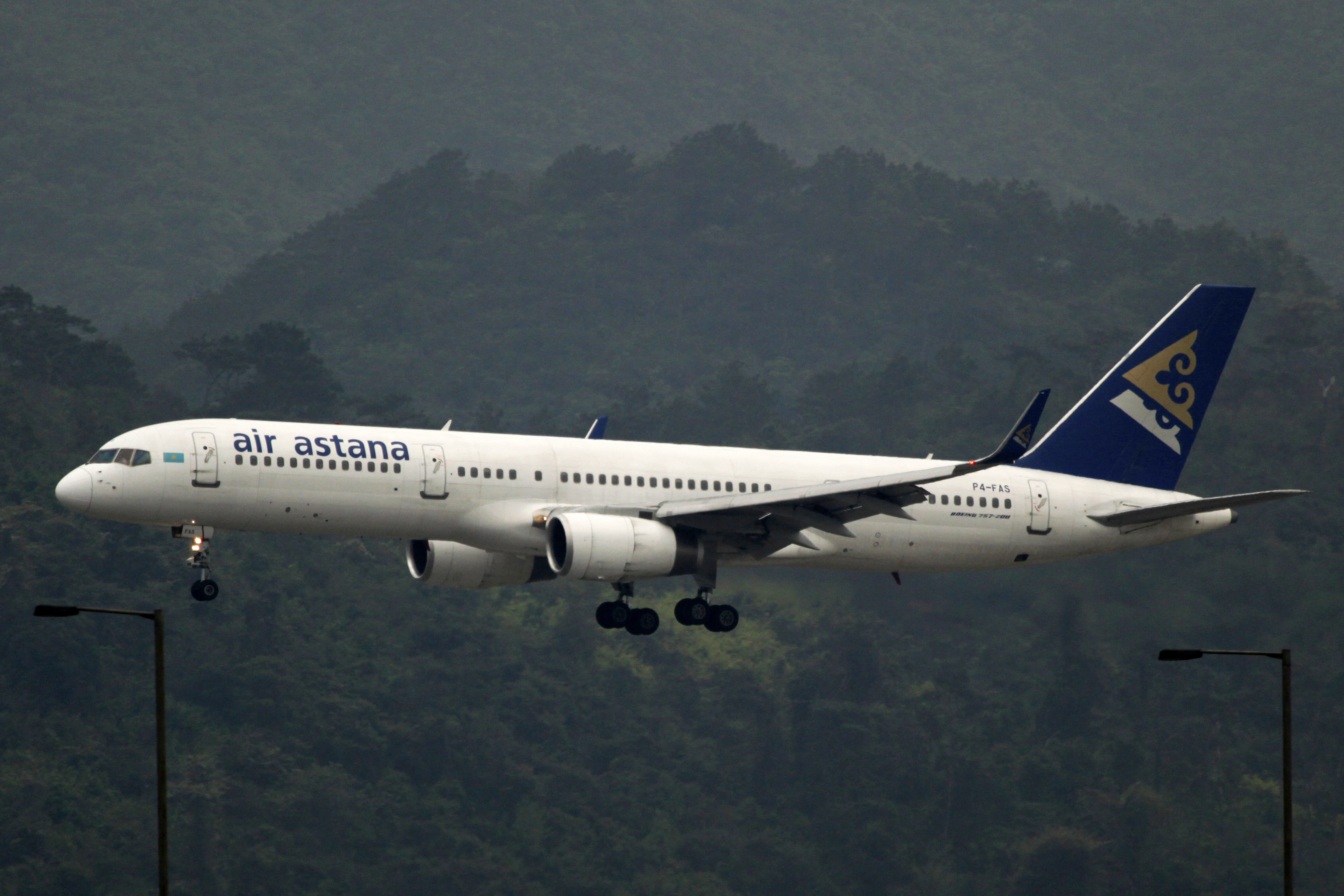
Boeing 757-200 Air Astana в аэропорту Гонконг

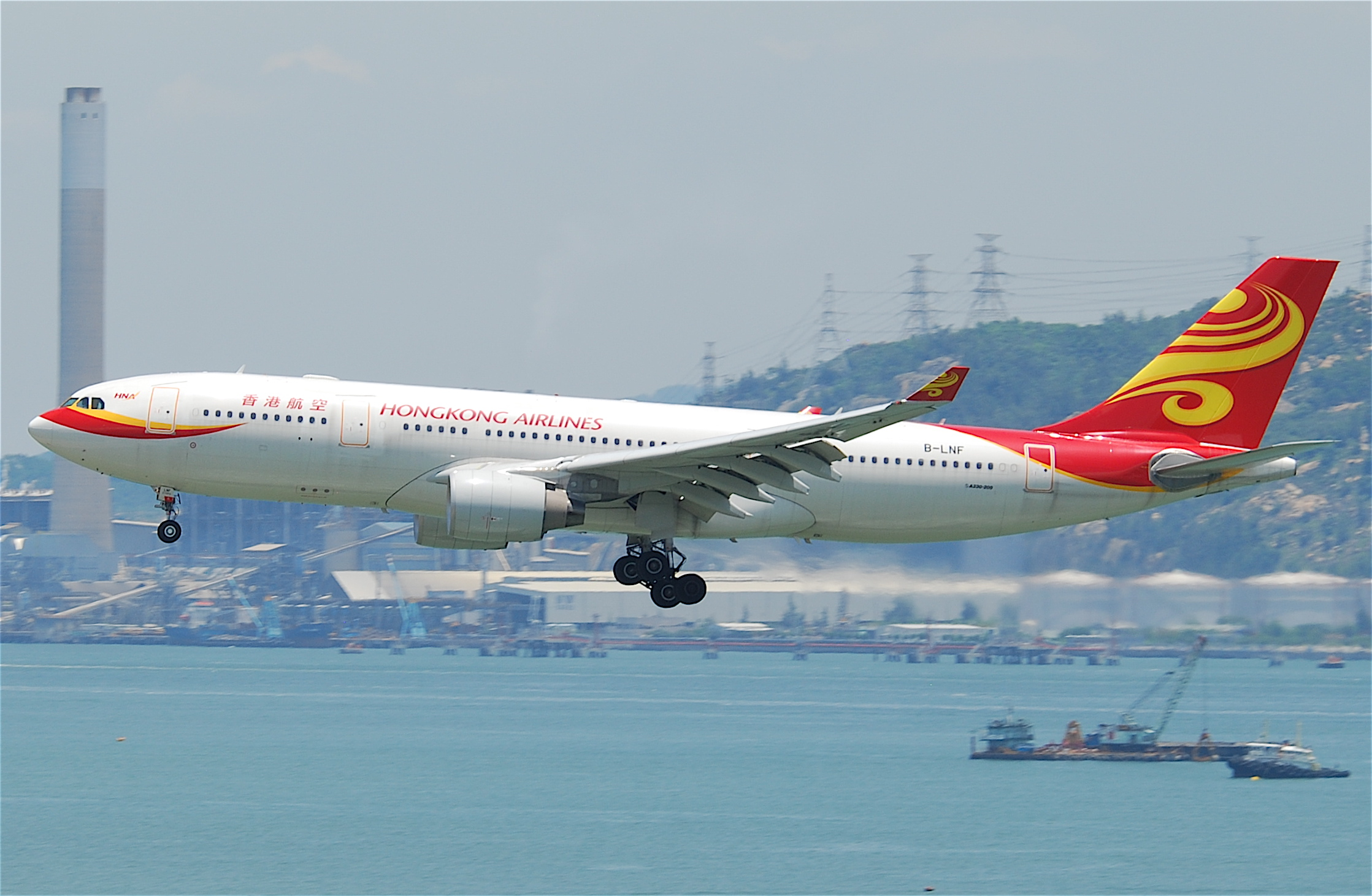
Airbus A330-200 Hong Kong Airlines в аэропорту Гонконг

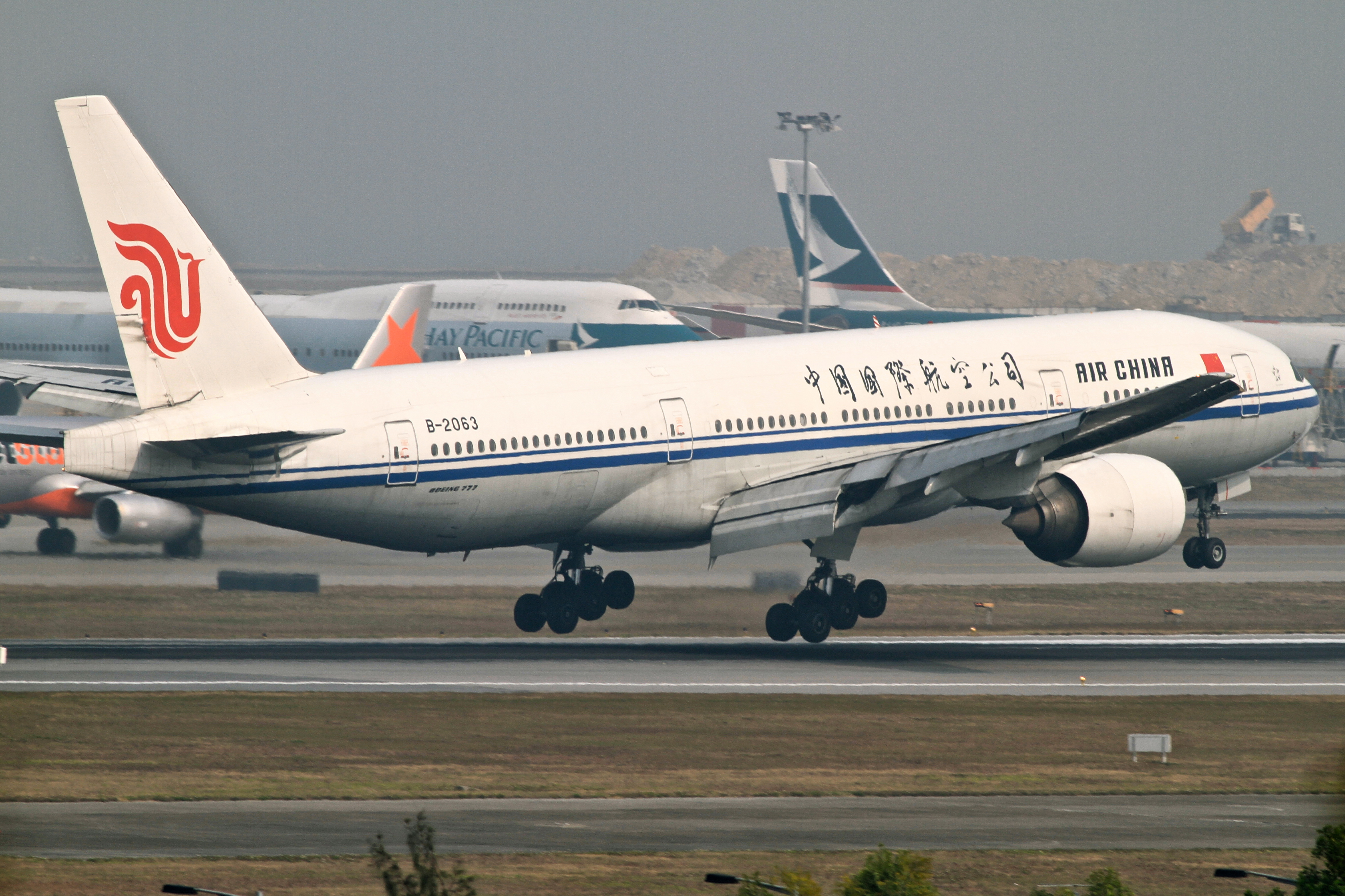
Boeing 777-200 Air China в аэропорту Гонконг

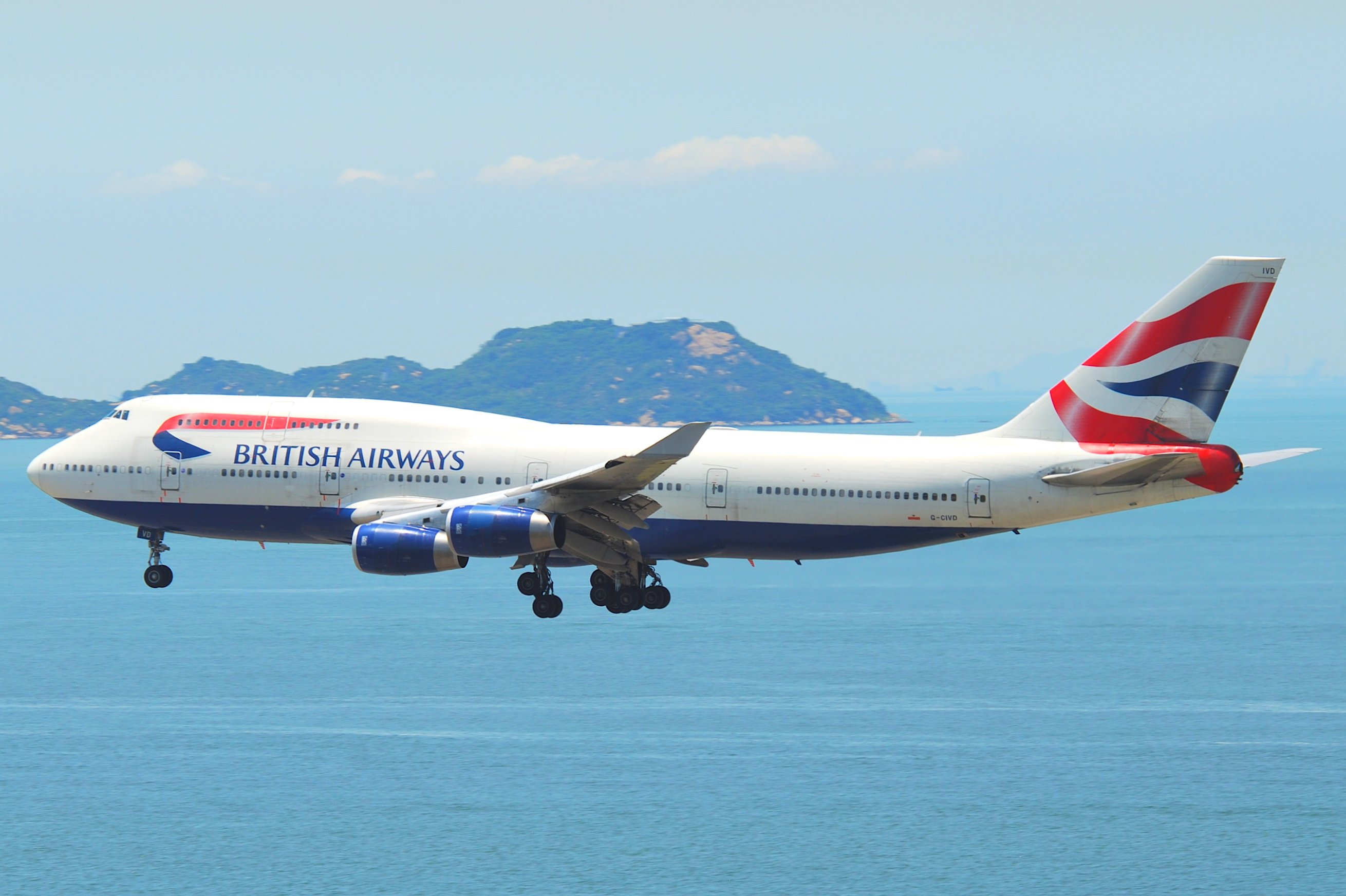
Boeing 747-400 British Airways в аэропорту Гонконг

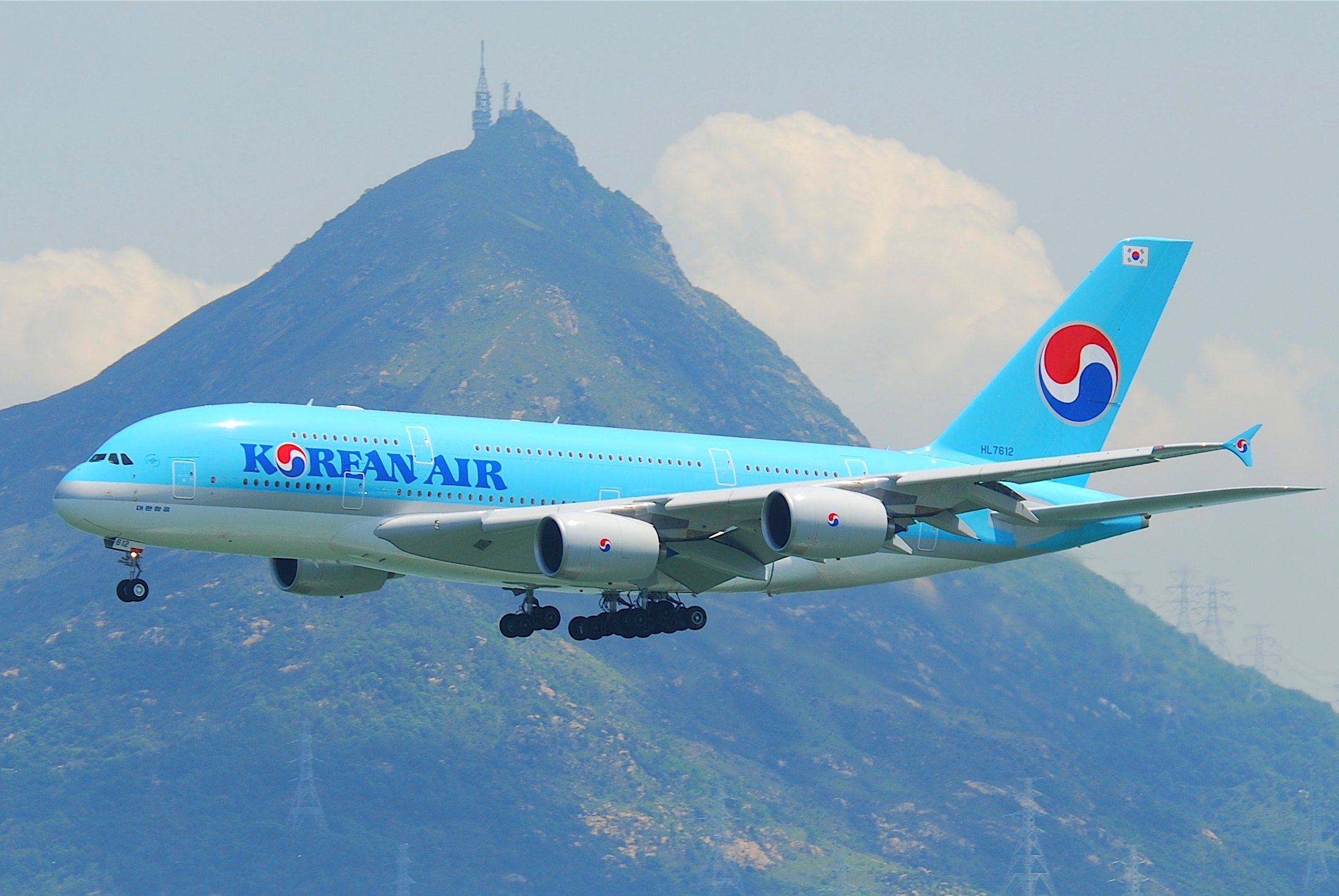
Airbus A380-800 Korean Air в аэропорту Гонконг

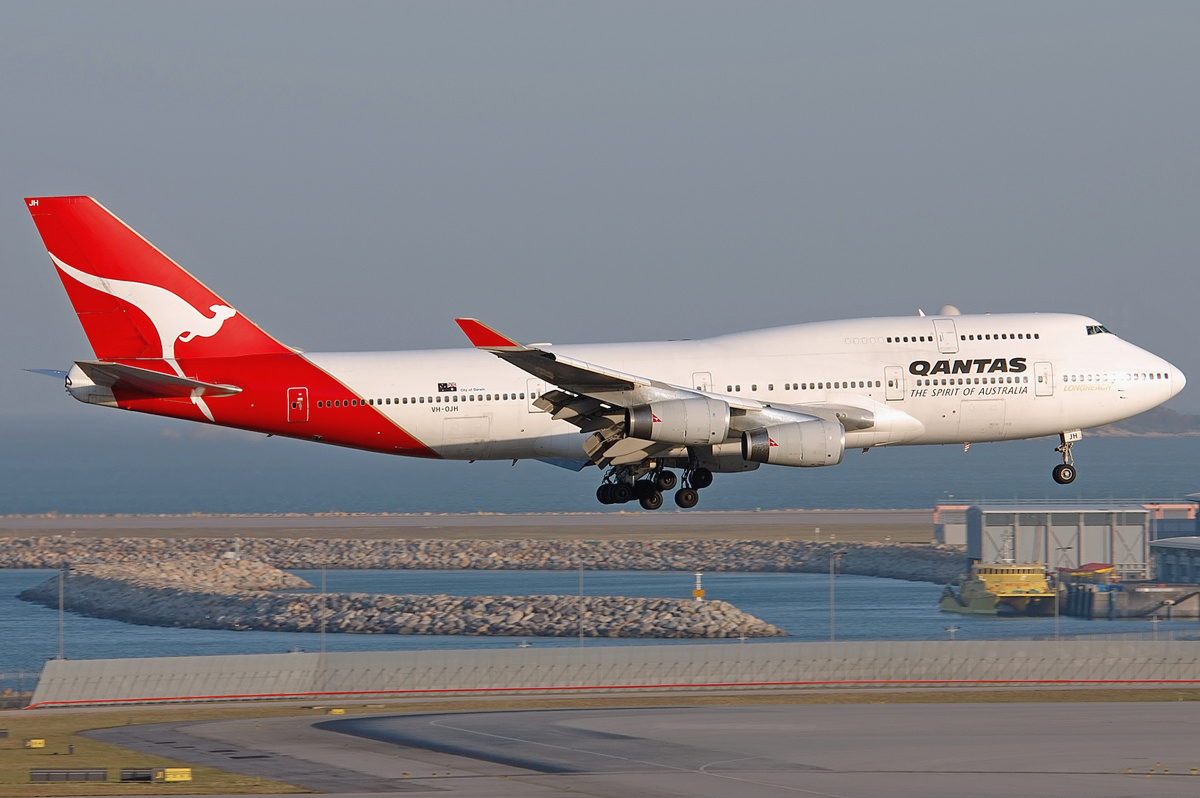
Boeing 747-400 Qantas в аэропорту Гонконг

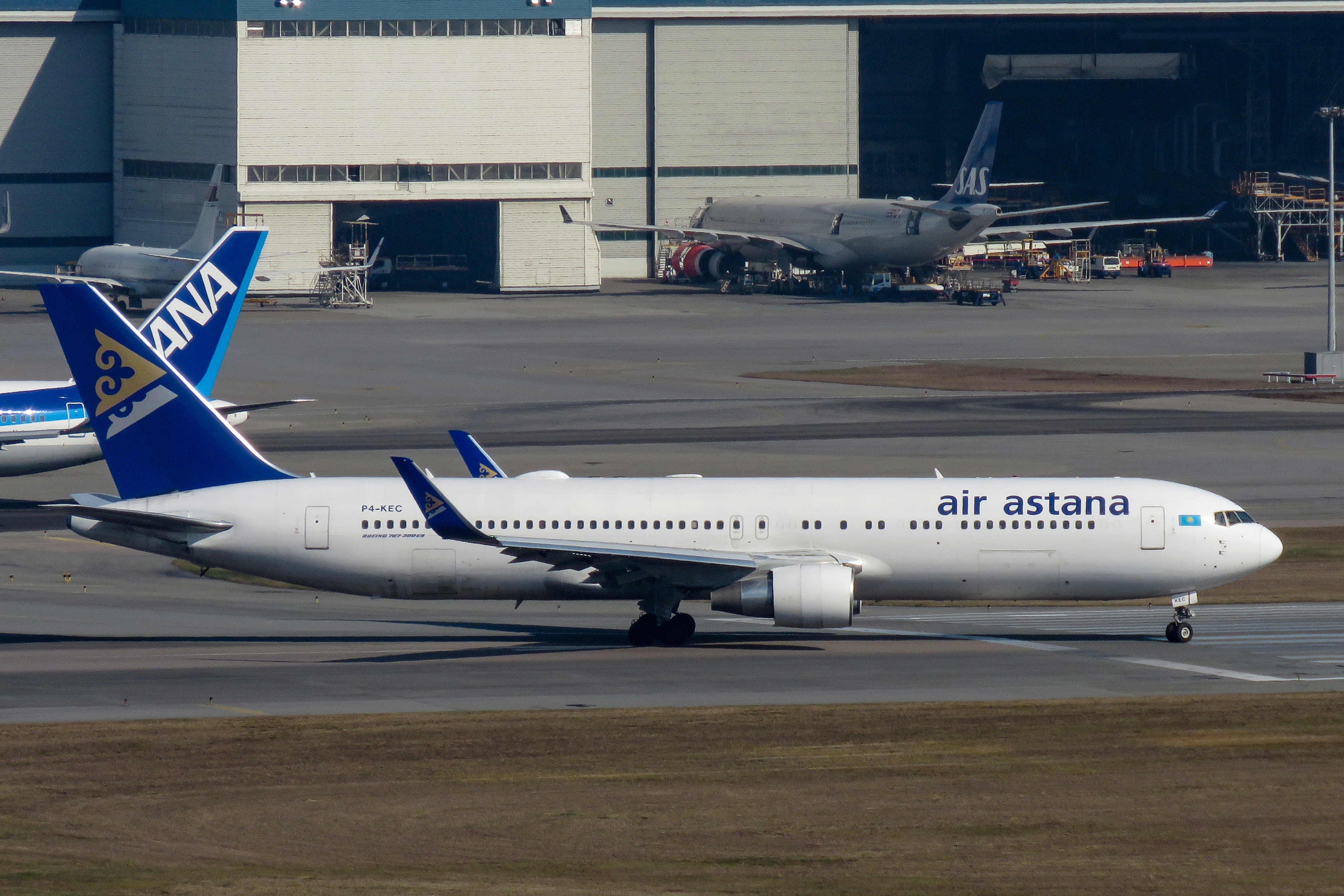
Boeing 767-300ER Air Astana в аэропорту Гонконг

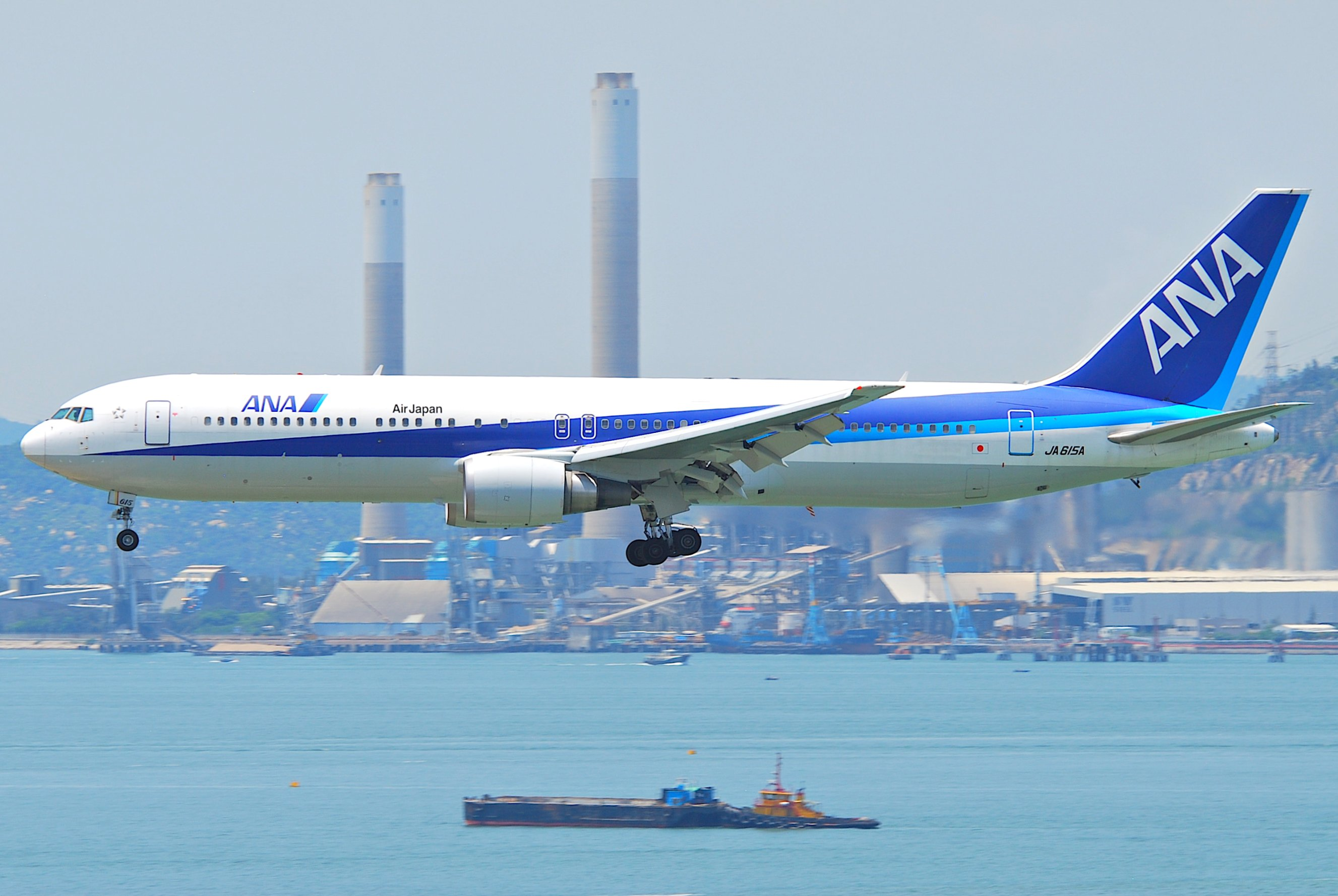
Boeing 767-300ER All Nippon Airways в аэропорту Гонконг

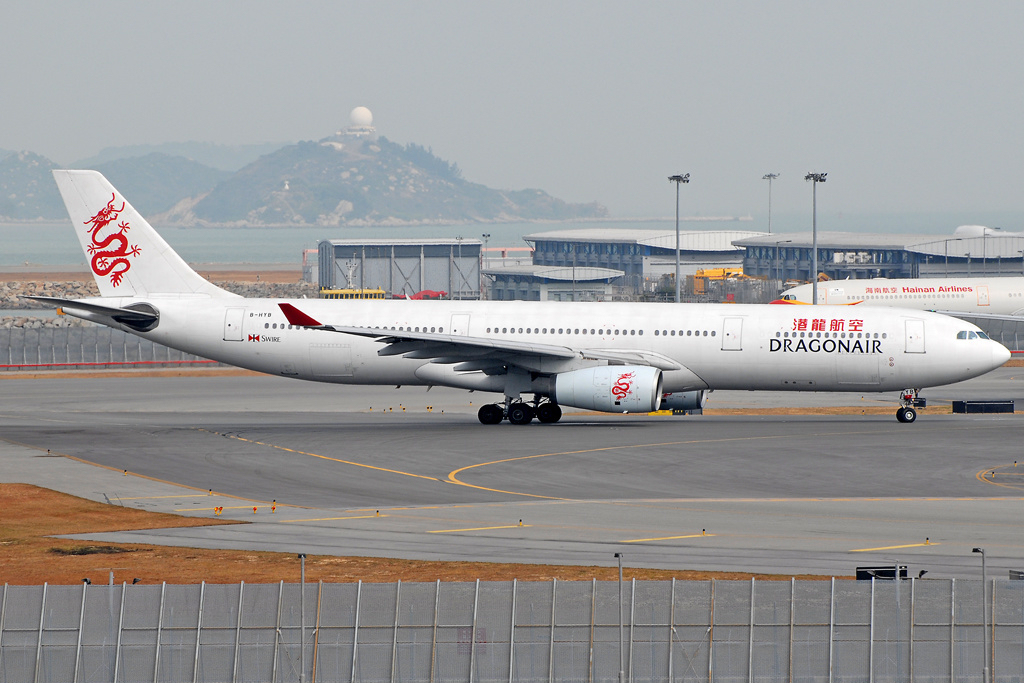
Airbus A330-300 Dragonair в аэропорту Гонконг

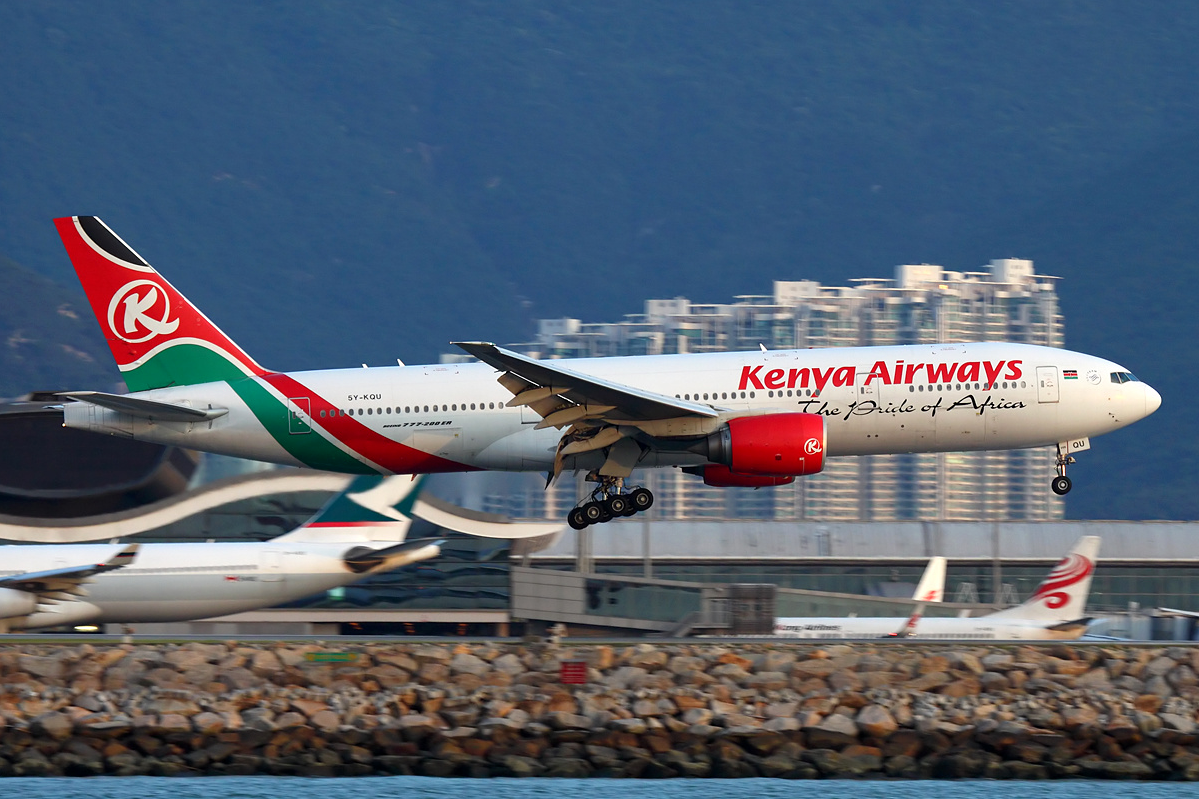
Boeing 777-200 Kenya Airways в аэропорту Гонконг

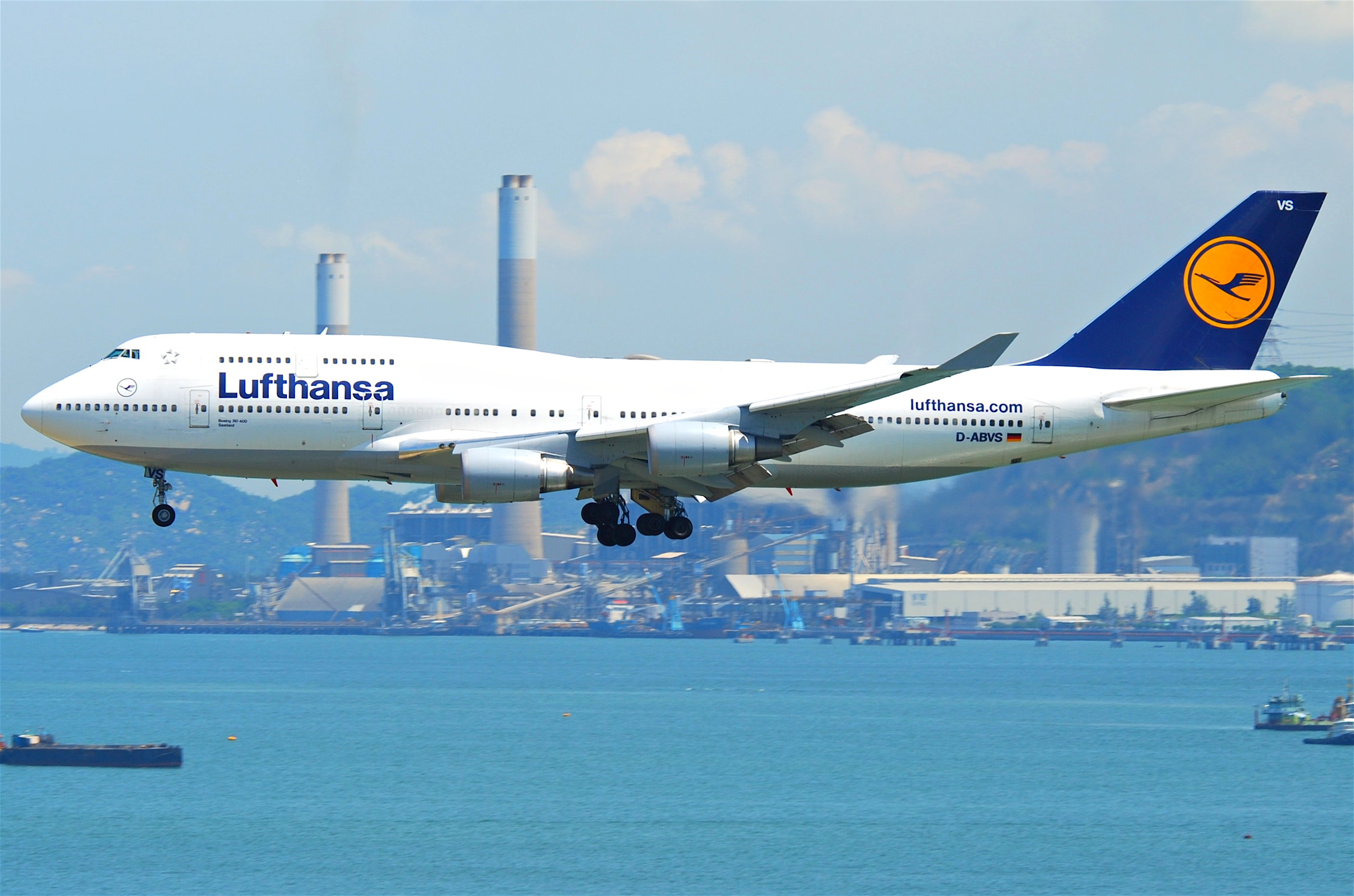
Boeing 747-400 Lufthansa в аэропорту Гонконг

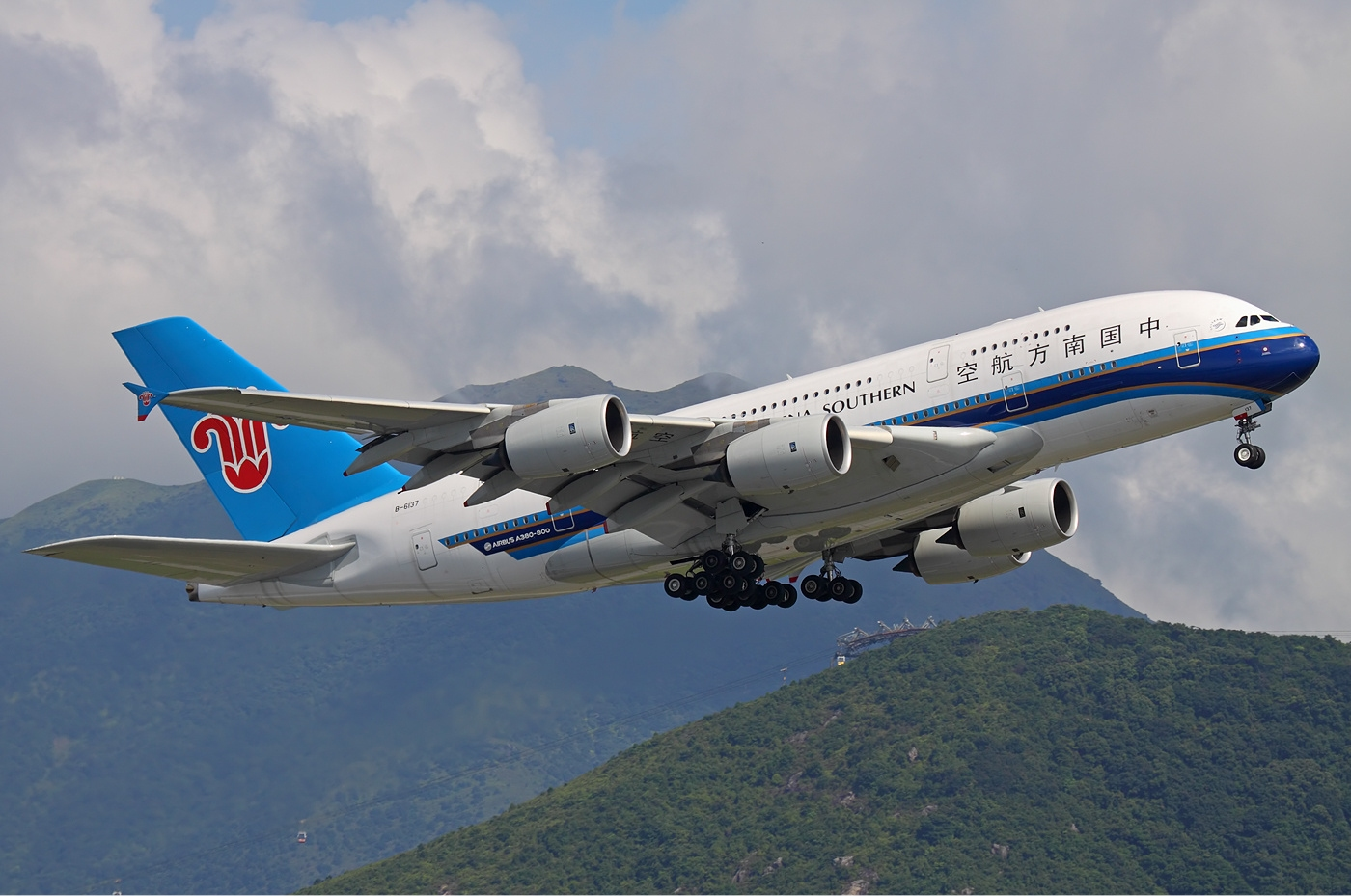
Airbus A380-800 China Southern Airlines в аэропорту Гонконг

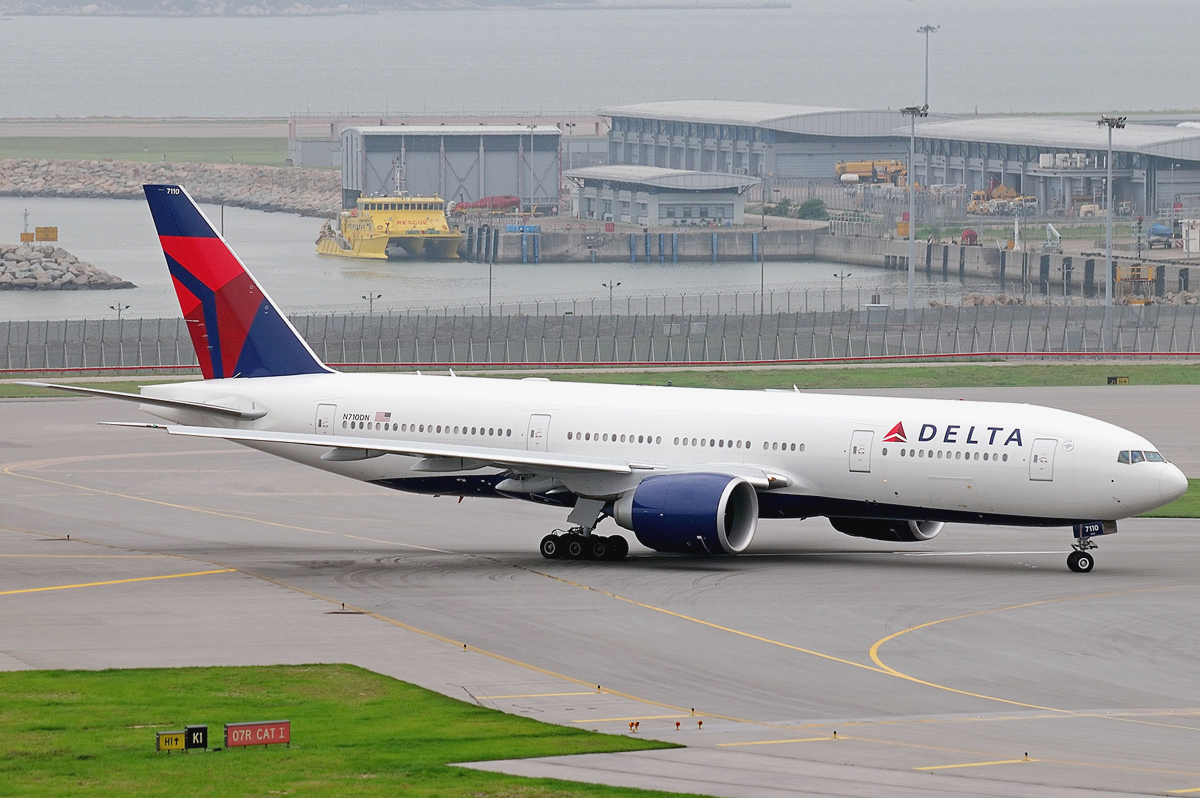
Boeing 777-200LR Delta Air Lines в аэропорту Гонконг

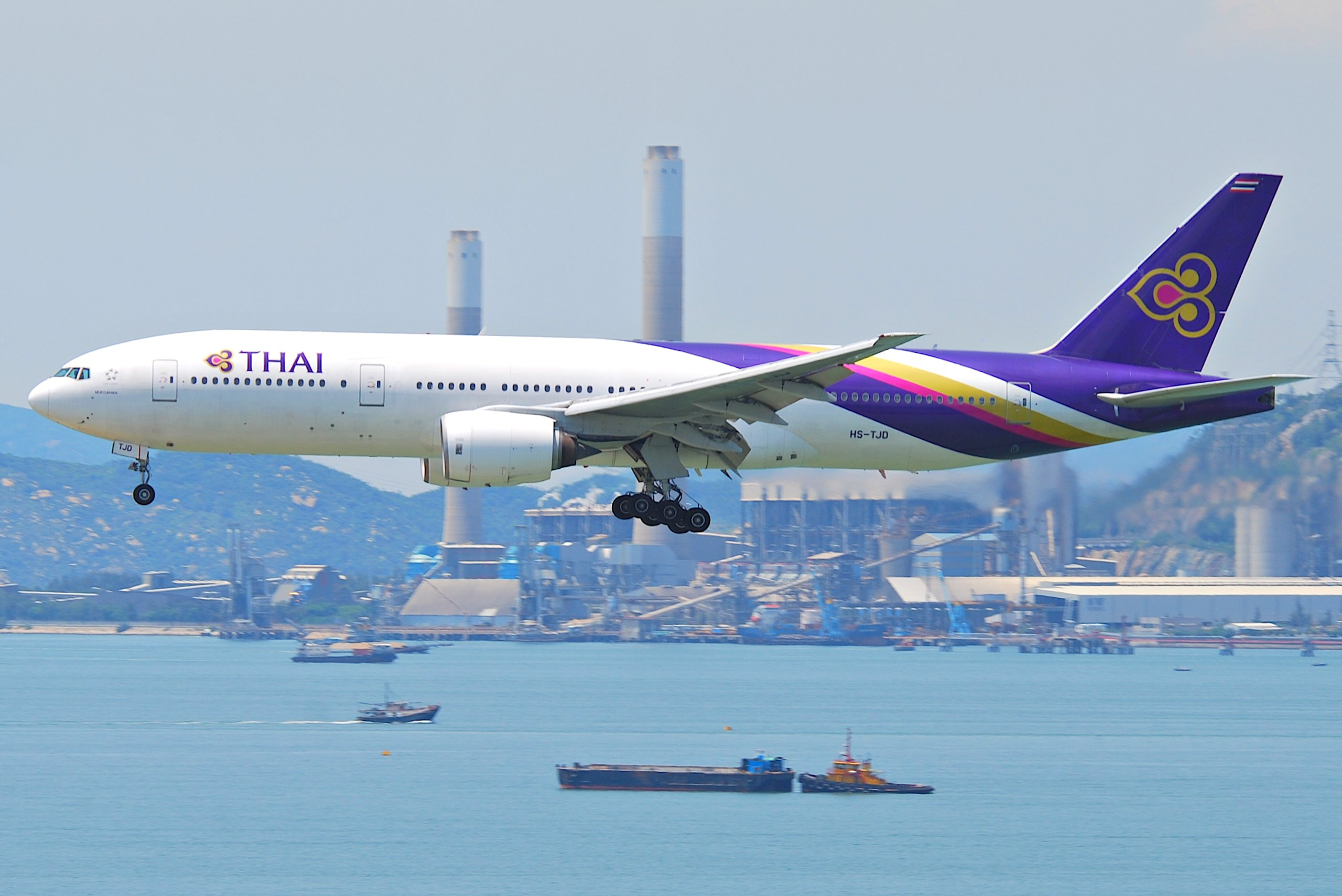
Boeing 777-200 Thai Airways в аэропорту Гонконг

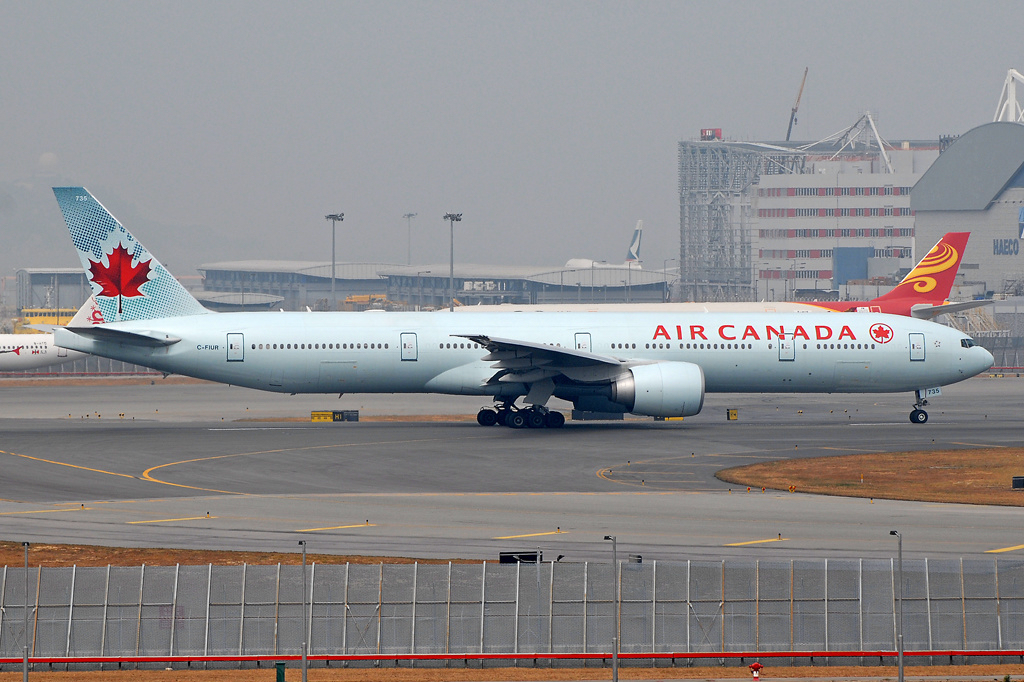
Boeing 777-300ER Air Canada в аэропорту Гонконг

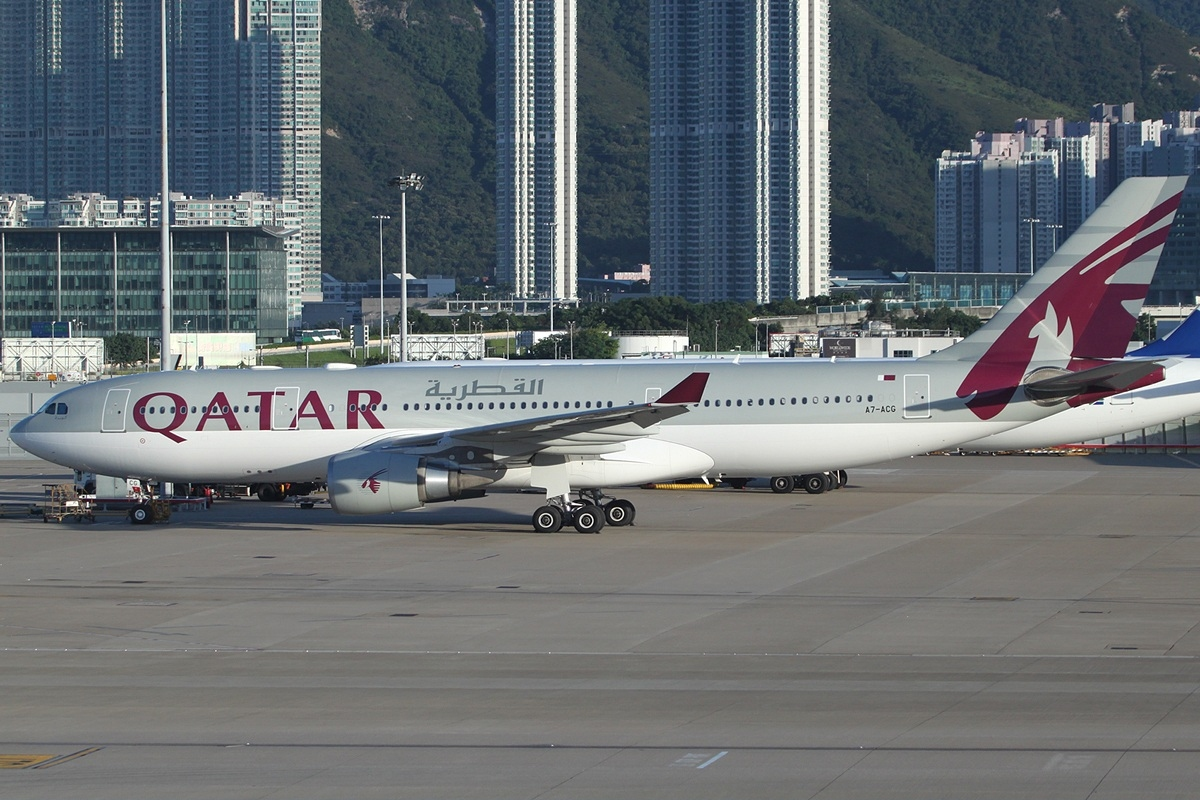
Airbus A330-200 Qatar Airways в аэропорту Гонконг

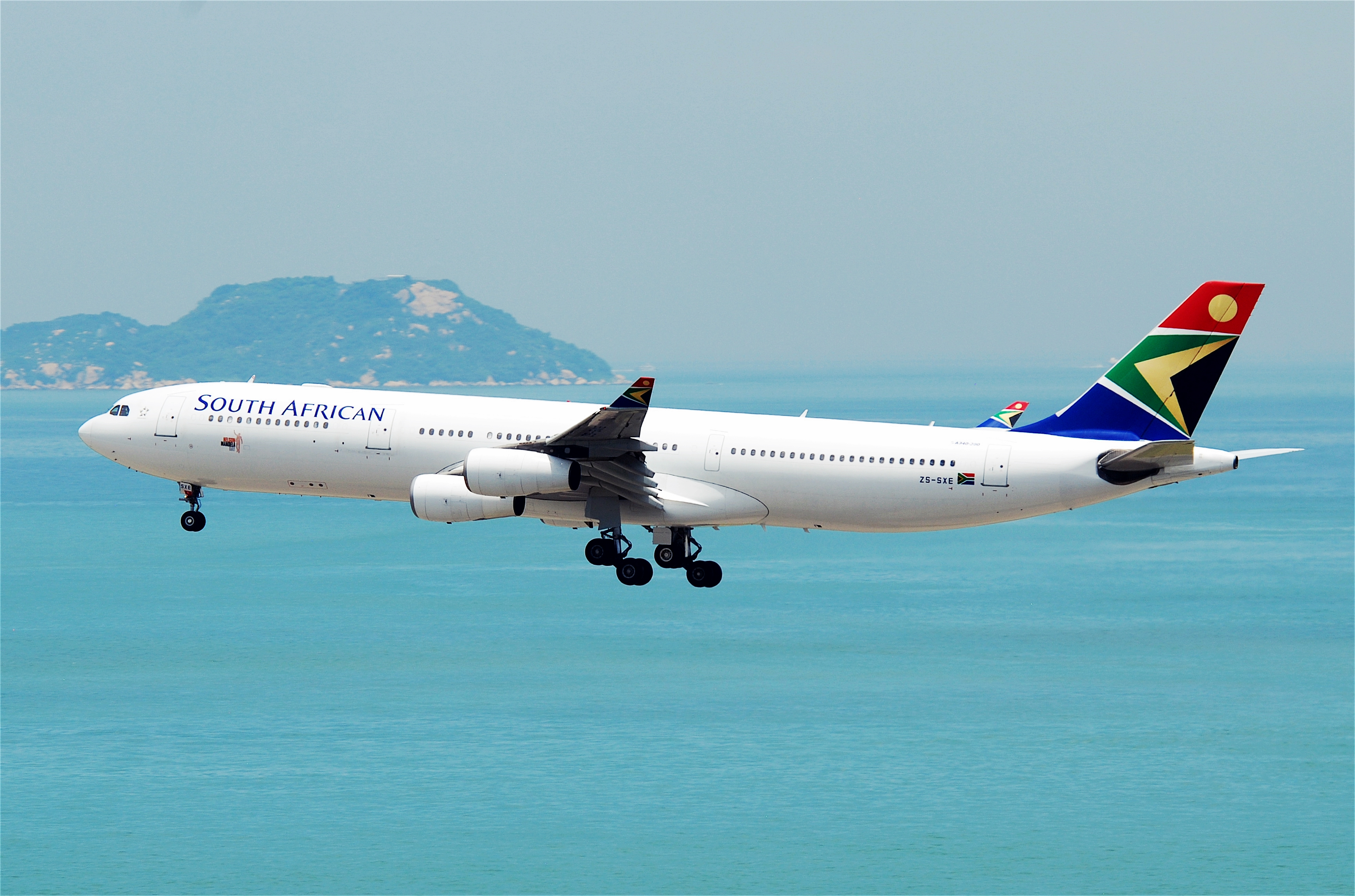
Airbus A340-300 South African Airways в аэропорту Гонконг

По состоянию на июнь 2025 года Международный аэропорт Гонконг обслуживает рейсы следующих авиакомпаний:

### Пассажирские рейсы

Страны, в которые выполняются регулярные пассажирские рейсы из аэропорта Гонконг

## Показатели деятельности
Данные из запроса в Викиданные.
| Статистика аэропорта        | Статистика аэропорта        | Статистика аэропорта        | Статистика аэропорта  |
| Пассажиров перевезено       | Пассажиров перевезено       | Пассажиров перевезено       | Пассажиров перевезено |
| --------------------------- | --------------------------- | --------------------------- | --------------------- |
| 1998                        | 28 631 000                  | 2003                        | 27 433 000            |
| 1999                        | 30 394 000                  | 2004                        | 37 142 000            |
| 2000                        | 33 374 000                  | 2005                        | 40 740 000            |
| 2001                        | 33 ,065 000                 | 2006                        | 44 443 000            |
| 2002                        | 34 313 000                  | 2007                        | 47 783 000            |
| Грузооборот (тонн)          |                             |                             |                       |
| 1998                        | 1 628 700                   | 2003                        | 2 642 100             |
| 1999                        | 1 974 300                   | 2004                        | 3 093 900             |
| 2000                        | 2 240 600                   | 2005                        | 3 402 000             |
| 2001                        | 2 074 300                   | 2006                        | 3 580 000             |
| 2002                        | 1 637 797                   | 2007                        | 3 742 000             |
| Взлёты-посадки              |                             |                             |                       |
| 1998                        | 163 200                     | 2003                        | 187 500               |
| 1999                        | 167 400                     | 2004                        | 237 300               |
| 2000                        | 181 900                     | 2005                        | 263 500               |
| 2001                        | 196 800                     | 2006                        | 280 000               |
| 2002                        | 206,700                     | 2007                        | 295 580               |
| Пропускная способность      |                             |                             |                       |
| Пассажиропоток (текущий)    | Пассажиропоток (текущий)    | Пассажиропоток (текущий)    | 45 000 000            |
| Пассажиропоток (предельный) | Пассажиропоток (предельный) | Пассажиропоток (предельный) | 87 000 000            |
| Грузооборот (текущий)       | Грузооборот (текущий)       | Грузооборот (текущий)       | 3 млн тонн            |
| Грузооборот (предельный)    | Грузооборот (предельный)    | Грузооборот (предельный)    | 9 млн тонн            |
| Стоянок самолётов (текущий) | Стоянок самолётов (текущий) | Стоянок самолётов (текущий) | 96                    |
| Назначения                  |                             |                             |                       |
| Международные (по воздуху)  | Международные (по воздуху)  | Международные (по воздуху)  | 154                   |
| Международные (по воде)     | Международные (по воде)     | Международные (по воде)     | 6                     |

## Транспорт

### Железная дорога

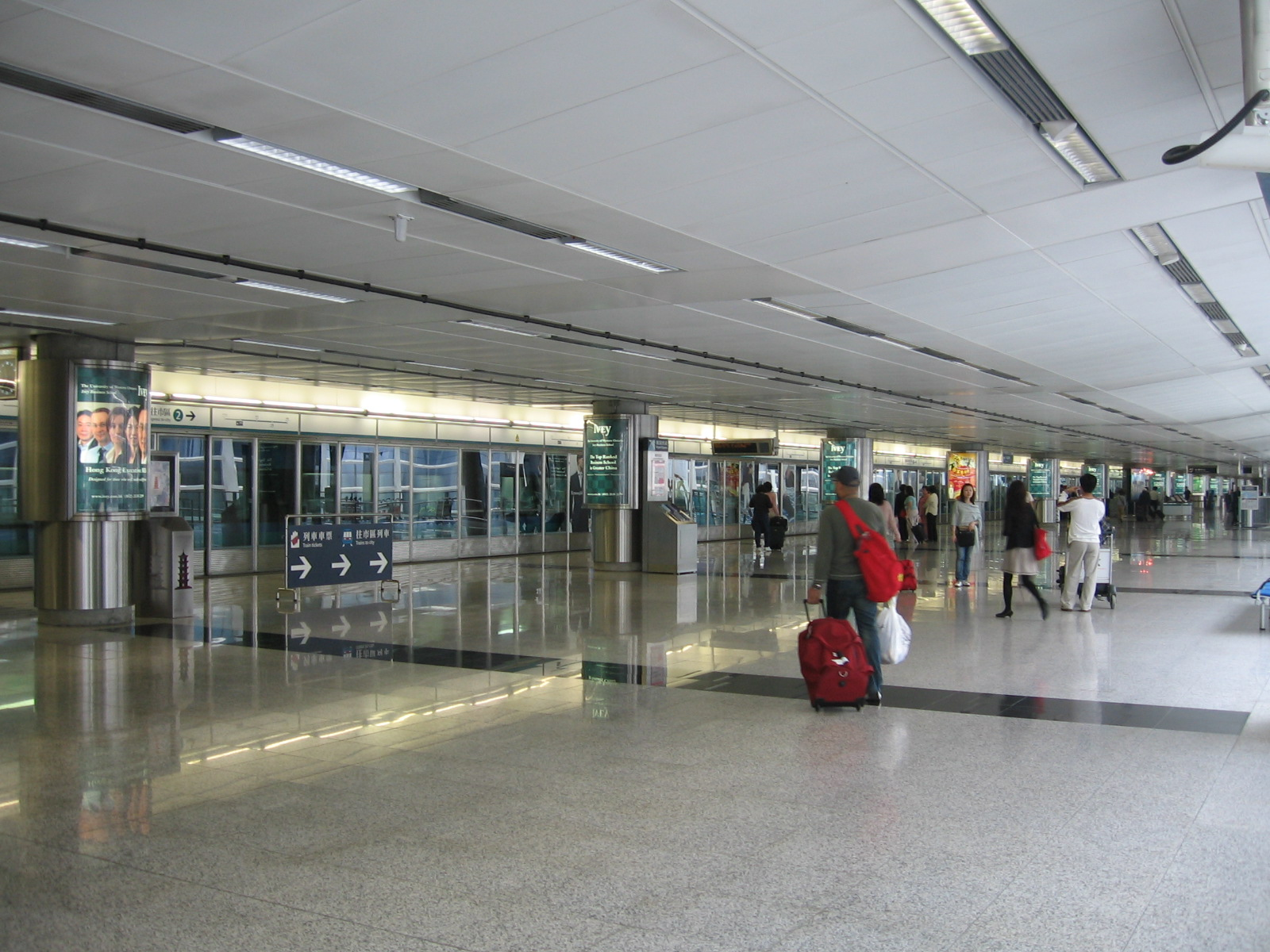
Airport Express — Станция Аэропорт

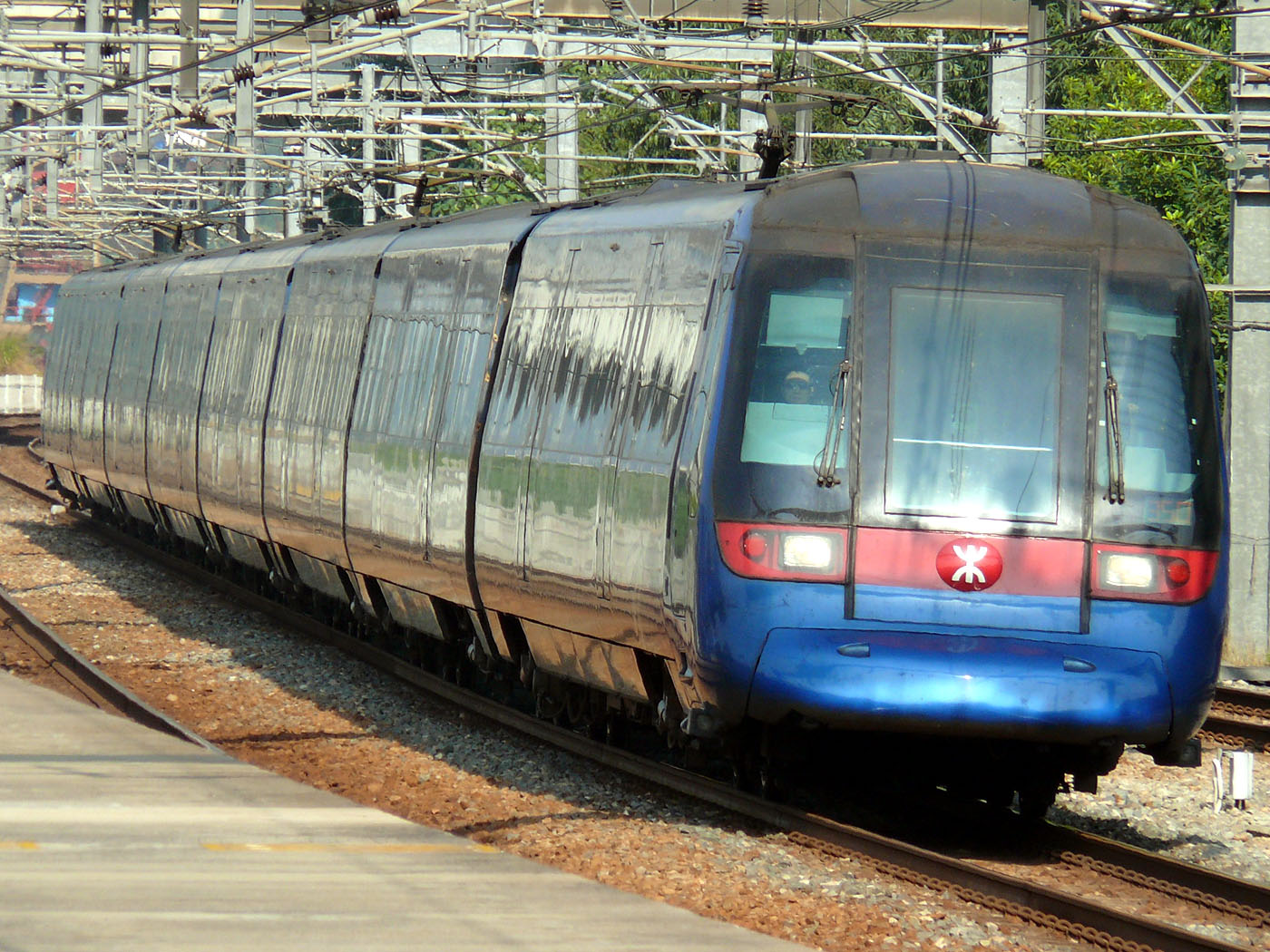
Электропоезд Airport Express

В аэропорт можно попасть на Airport Express по специальной железнодорожной линии MTR. Дорога занимает 24 минуты от Центральной станции Гонконга, через станции Коулун и Цин Ю. Пассажиры Airport Express могут сдать свой багаж за день до отъезда в зависимости от авиакомпании. Регистрация может быть пройдена на станциях Гонконг и Коулун на Airport Express Line. Если смотреть по ходу поезда, двери в Терминалы 1 и 2 открываются одновременно слева и справа соответственно по прибытии на станцию Аэропорт.
Пассажиры могут предпринять 1-минутную поездку на AsiaWorld-Expo, который расположен в Чек Лап Кок. Эта часть Airport Express открыт с 20 декабря 2005.

### Автобус
Большое количество автобусных компаний предлагает переезд в большинство районов города, среди них Citybus, New Lantao Bus, Long Win Bus и Discovery Bay Bus (DB02R); они идут от Транспортного центра аэропорта Cheong Tat Road.
В городе находится большое количество станций, откуда можно уехать на автобусе в аэропорт; автобусы отмечены буквами «A», «E», «S» и «N» на номере маршрута. Вне зависимости от вашего местонахождения в Гонконге автобусы с номерами «A» и «E» Citybus или Long Win Bus' Airbus идут в аэропорт, кроме номеров E21A, E21X и E31. Некоторые автобусы отмечены оранжевой краской — это специальные автобусы, которые могут перевозить большое количество багажа.
Существуют автобусные маршруты в крупные города в Гуандуне, такие как Шэньчжэнь, Дунгуань и Гуанчжоу.

### Паром
Прямая паромная линия идёт непосредственно из аэропорта к различным пунктам назначения в Дельте Жемчужной реки. Пассажиров, которые пользуются паромом, рассматривают как транзитных пассажиров, и, как полагают, они приезжают в Гонконг не с целью иммиграции. По этой причине, доступ к паромному терминалу происходит перед иммиграционным контролем прибывающих пассажиров. На этом пирсе доступна регистрация. Четыре порта — Шэкоу, Шэньчжэнь, Макао и Хумэнь (Дунгуань) были первоначальными портами назначения, в конце 2003 были открыты рейсы на Гуанчжоу и Жоншан. Рейс на Чжухай начал работу 10 июля 2007
На данный момент услуги парома доступны только авиапассажирам.

### Такси
Аэропорт обслуживается всеми тремя видами такси, различаемыми по цветам:
- Городские такси (красные) соединяют аэропорт с островом Гонконг, Коулуном и с частично новыми городами Чхюнь Вань (Цюань Вань), Са Тхинь (Ша Тянь) и Чён Гвань Оу. (Городские такси могут обслуживать весь Гонконг, кроме южного острова Лантау).
- Такси Новых Территорий (зеленые) соединяют аэропорт с Новыми Территориями, кроме тех частей Чхюнь Вань, Са Тхинь и Чён Гвань Оу, которые обслуживают Городские такси.
- Такси Лантау (голубые) соединяют аэропорт с остальной частью острова Лантау.

## Инциденты и авиакатастрофы
- 22 августа 1999 самолёт рейса 642 China Airlines (осуществлявшийся её подразделением Mandarin Airlines), следовавший из Бангкока, приземлившийся во время тайфуна Сэм в Международном аэропорту Гонконга, перевернулся и загорелся недалеко от взлётно-посадочной полосы. Погибли три человека на борту.
- 31 июля 2000 мужчина, вооружённый пистолетом, был переведен вместе с женщиной-заложницей на борт самолёта Cathay Pacific. Террорист сдался после 2,5 часов переговоров.  (1.92 МБ)
- 13 августа 2010 года. Самолёт Airbus A330-300 (регистрационный B-HLL) авиакомпании Cathay Pacific, регулярный рейс 780 из международного аэропорта имени Джуанды (Сурабая) в Гонконг. В течение всего полёта экипаж боролся с возникавшими проблемами в двигателях лайнера. При заходе на посадку в аэропорту назначения пилоты не смогли в полной мере контролировать тягу двигателей, в результате чего лайнер совершил приземление на высокой скорости и получил значительные повреждения. Расследованием установлена причина инцидента, состоявшая в заправке самолёта некачественным топливом в аэропорту Сурабая[36].

## Награды
- Лучший аэропорт мира по версии Skytrax (2001—2005, 2007—2008, 2011)
- Лучший аэропорт мира по версии Международного совета аэропортов (2007)
- Обладатель Eagle Award ИАТА (2002)